# Снежна лерва
Снежна лерва (Lerwa lerwa) е вид птица от семейство Phasianidae, единствен представител на род Lerwa.

## Разпространение
Видът е разпространен в Бутан, Индия, Китай, Непал и Пакистан.